# 楊楡新
楊楡新（？年—？年），眉州青神縣人，由歲貢，雍正十二年任四川順慶府岳池縣訓導。是一位政治人物，清朝時曾在四川順慶府岳池縣（位於今四川東北部，武周萬歲通天二年分南充、相如二縣置，是一個千年古縣）擔任官吏。